# 女學
女學或婦學，是中國古代謂對婦女的教育，包含婦女所應學習的禮儀及職事。《周禮》有云：「九嬪掌婦學之法，以教九御婦德、婦言、婦容、婦功。」賈公彥疏：「掌婦學之法者，謂婦人所學之法，即婦德已下是也。」
清末隨著西學傳入中國，開始流行禁止纏足、興辦女校的社會風氣，梁啟超撰述《變法通議》提及：「欲強國必由女學」，某種意義上被視為中國女權運動的起點。

## 另見
- 三從四德
- 女界鐘
- 女紅
- 父權
- 幼學
- 重男輕女
- 中国教育史
- 寧波女塾——中国历史上第一所女子学校
- 經正女塾——中国近代史上第一所国人自办的女子学校